# Adelophryne patamona
Espèce
Statut de conservation UICN

 DD  : Données insuffisantes
Adelophryne patamona est une espèce d'amphibiens de la famille des Eleutherodactylidae.

## Répartition

Distribution

Cette espèce est endémique du Guyana. Elle se rencontre sur le versant nord du mont Wokomung dans la sierra de Pacaraima entre 678 et 1 414 m d'altitude.
Sa présence est incertaine au Brésil.

## Description
Adelophryne patamona mesure généralement moins de 20 mm.

## Publication originale
- MacCulloch, Lathrop, Kok, Minter, Khan & Barrio-Amoros, 2008 : A new species of Adelophryne (Anura: Eleutherodactylidae) from Guyana, with additional data on A. gutturosa. Zootaxa, no 1884, p. 36–50.